# Brian Heenan
Brian Heenan (* 4. August 1937 in Ashgrove) ist ein australischer Geistlicher und emeritierter Bischof von Rockhampton.

## Leben
Der Koadjutorerzbischof von Brisbane, Patrick Mary O’Donnell, weihte ihn am 29. Juni 1962 zum Priester.
Papst Johannes Paul II. ernannte ihn am 23. Juli 1991 zum Bischof von Rockhampton. Der Erzbischof von Brisbane, Francis Roberts Rush, spendete ihm am 25. August desselben Jahres die Bischofsweihe; Mitkonsekratoren waren John Alexius Bathersby, Bischof von Cairns, und David Cremin, Weihbischof in Sydney.
Am 1. Oktober 2013 nahm Papst Franziskus seinen altersbedingten Rücktritt an.